# 五十嵐麗
五十嵐麗（日语：／ Igarashi Rei，1963年1月9日—），日本女演員、配音員。出身於東京都。身高164cm。A型血。

## 人物
本名：大濱 貴子（おおはま たかこ）。丈夫速水獎、侄子及養子速水秀之都從事配音工作。
劇團Garakuta工房（現在已經改名劇團雙六）附屬培訓學校第1期出身。以前所屬的經紀公司有劇團新人會養成所、劇團Garakuta工房、Production baobab、大澤事務所，現為株式會社Rush Style（页面存档备份，存于）所屬。
1982年在配音業界出道之後，主要參加歐美電影和電視影集的日語配音。2014年10月1日，在丈夫速水獎成立個人事務所株式會社Rush Style（页面存档备份，存于）之下，從大澤事務所轉移加入Rush Style，並就任經理。
此外，其歌曲作詞主要由丈夫提供，目前與丈夫共同在DWANGO創意學校擔任講師以提攜後進新人。

## 演出
粗體字表示主要角色。

### 電視動畫
1983年
- 魔法小天使

1984年
- 勝利女排（日语：アタッカーYOU!）（美娜）

1992年
- 勇者傳說達鋼（高杉美鈴）

1994年
- 銀河戰國群雄傳（華玉）
- 超時空要塞7（ゾムド）

1997年
- 吸血姬美夕（優子的母親、菅野）
- 金田一少年之事件簿（高澤和子）
- 大運動會（ネリリクイーン）

1998年
- SHADOW SKILL -影技-（フォルスティース）
- 玲音（岩倉美穗）
- DT戰士（日语：DTエイトロン）（大嬸）
- 名偵探柯南（中村江里）
- 羅德斯島戰記 -英雄騎士傳-（卡菈）

1999年
- 伊甸少年（艾娜妃亞）

2000年
- 犬夜叉（百足上臈）
- 葛瑞哥來驚悚秀 THE SECOND GUEST（日语：GREGORY HORROR SHOW）（薔薇）
- 幻想魔傳 最遊記（蜘蛛女）

2001年
- 銀河冒險戰記 the second stage（裁判長）
- HELLSING（女性的聲音）

2002年
- 魔王但丁（日语：魔王ダンテ）（宇津木民子）

2003年
- 最遊記RELOAD（觀世音菩薩）
- TEXHNOLYZE（日语：TEXHNOLYZE）（大西真名）
- 坦克王（ピラミッド）
- LAST EXILE（魏斯洛夫人）
- 魯邦三世：奪寶大作戰!!（日语：ルパン三世 お宝返却大作戦!!）（美莎[3]）

2004年
- 最遊記RELOAD GUNLOCK（觀世音菩薩）
- 魔法少女奈葉（普蕾希亞·泰斯塔羅沙）

2005年
- 英國戀物語艾瑪（女傭長）
- 魔法少女奈葉A's（普蕾希亞·泰斯塔羅沙）

2006年
- 地獄少女 二籠（茂木和子）
- SIMOUN（士兵、隊長、司兵官）
- MUSASHI -GUN道-（ヤシャ）
- RED GARDEN（瑞秋的母親）

2008年
- 雨夜之月（日语：あまつき）（今）

2009年
- 香格里拉（鳴瀨涼子）
- 天國少女（莉莉加）
- 東之伊甸（白鳥·戴安·黑羽）
- 天堂餐館（羅西夫人）

2010年
- COBRA THE ANIMATION（琳達）

2011年
- 青之驅魔師（觀音像）

2012年
- 王者天下（長老）

2013年
- 魔界王子 devils and realist（蘇瓦洛的母親）

2015年
- 魔術快斗1412（賽莉莎白·馬克西米利安·英格萊姆女王）

2017年
- 最遊記RELOAD BLAST（觀世音菩薩[4]）

2021年
- 熱帶妝情！光之美少女（怠惰魔女）

2022年
- 最遊記RELOAD -ZEROIN-（觀世音菩薩）
- BLEACH 千年血戰篇（石田依澄）

2024年
- 鴨乃橋論的禁忌推理（凱倫·莉莉[5]）

### 電影動畫
2000年
- A·LI·CE（日语：A・LI・CE）（SS10X[6]）

2007年
- EX MACHINA（妮姬[7]）

2009年
- 東之伊甸 劇場版I The King of Eden（白鳥·戴安·黑羽）

2010年
- 歡迎來到宇宙秀（瑪麗）
- 魔法少女奈葉 The MOVIE 1st（普蕾希亞·泰斯塔羅沙）

2012年
- 魔法少女奈葉 The MOVIE 2nd A's（普蕾希亞·泰斯塔羅沙）

2017年
- 虐殺器官（CIA職員[8]）

### OVA
1994年
- THE Rapeman（日语：THE レイプマン）（美奈子）

1995年
- 生化獵人（日语：バイオ・ハンター）（真理繪）

1996年
- BRONZE ZETSUAI since 1989（日语：絶愛-1989-）（南本美枝子）

1997年
- 電腦戰隊VOOGIE'S★ANGEL SR（日语：電脳戦隊ヴギィ'ズ★エンジェル）（伍德福特博士）

1999年
- 純愛手札（鏡魅羅）

2004年
- 柯塞特的肖像（釋迦堂菩心尼）
- 影Shadow（日语：影Shadow）（百鬼）

2011年
- 最遊記外傳（觀世音菩薩）

### 遊戲
1994年
- 純愛手札（鏡魅羅）

1995年
- 純愛手札 ～forever with you～（鏡魅羅）

1996年
- 傳說的皇家騎士團（冰之芬裡爾）
- 純愛手札 螢幕保護裝置集 Vol.2 令人興奮的便當盒（鏡魅羅）
- 純愛手札 對戰方塊（鏡魅羅）
- 純愛手札 傳說的樹下（鏡魅羅）
- 純愛手札 Private Collection（鏡魅羅）
- 可愛的流行麻將（日语：ラブリーポップ麻雀 雀々しましょ）（田香奈子）

1997年
- KOWLOON'S GATE -九龍風水傳-（日语：クーロンズゲート）（甜蜜淑女）
- 純愛手札 對戰泡泡（鏡魅羅）
- 純愛手札Drama Series Vol.1 虹色青春（鏡魅羅）

1998年
- 純愛放學後 來回答問題吧☆（鏡魅羅）
- 可愛的流行麻將2in1（日语：ラブリーポップ麻雀 雀々しましょ）（田香奈子）
- RIVEN THE SEQUEL TO MYST（凱薩琳）

1999年
- 純愛手札Drama Series Vol.3 啟程之詩（鏡魅羅）
- 純愛手札POCKET 文化篇（鏡魅羅）
- （高城瑞穗）

2002年
- 純愛手札 Typing（鏡魅羅）

2003年
- Flipnic（解說旁白）

2004年
- 機戰傭兵 NEXUS（日语：アーマード・コア ネクサス）
- 幻星神JUSTIRISERS 裝著！地球的戰士們（佐菈博士）

2005年
- 第3次超級機器人大戰α 終焉之銀河（ゾムド）
- 俠盜銀河（マザー）

2010年
- Hospital. 6位醫師（日语：HOSPITAL. 6人の医師）（珊卓·里巴曼）

2011年
- 魔法少女奈葉A's PORTABLE -THE GEARS OF DESTINY-（日语：魔法少女リリカルなのはA's PORTABLE -THE GEARS OF DESTINY-）（普蕾希亞·泰斯塔羅沙）

2015年
- 阿爾卡迪亞的蒼之巫女[9]

### 廣播劇CD
- 月刊純愛手札系列（鏡魅羅）
- 更多！純愛手札系列（鏡魅羅）
- 放學後的我們（相馬泉）
- 雨柳堂夢咄（三雲太夫）
- 特攻天女（日语：特攻天女）（天野瑞希）
- 來玩麻將吧（日语：ラブリーポップ麻雀 雀々しましょ）（田香奈子）
- 魔法少女奈葉 Sound Stage 02（普蕾希亞·泰斯塔羅沙）
- 殺三千世界的烏鴉2（自由·零）
- 鍊金術士艾莉（日语：アトリエシリーズ (ザールブルグ)）
- Sweet Lesson（紀內亞矢子）
- Secret Lesson（紀內亞矢子）
- Lovers Lesson（紀內亞矢子）
- 窮途之鼠的奶酪之夢（日语：窮鼠はチーズの夢を見る）（夏生）
- （野野寶拉）
- 金月真美的MOONLIGHT LIPS（嘉賓演出）
- COMIC ZERO-SUM CD COLLECTION 廣播劇CD 最遊記外傳（觀世音菩薩）
- 鋼之鍊金術師 廣播劇CD 天上的寶冠（淑女）[注 1]
- 神明的午休（早苗·R·上島博士）

### 外語配音

#### 演員
奧利維亞·威廉斯
- 相對宇宙（Emily Burton Silk）
- 玩偶特工（Adelle DeWitt）
- 翡翠鳥（英语：The Halcyon）（Priscilla Hamilton）
- 第七傳人（Tom Ward的母親／Mam Ward）

凡妮莎·威廉斯
- 慾望師奶 (第7季)（Renee Perry）
- 孟漢娜電影版（Vita）※劇院公映版。
- 醜女貝蒂（Wilhelmina Slater）

#### 電影
- 我的特務女友（洪隊長〈張英南〉）
- 54激情俱樂部（英语：54 (film)）（比利·奧斯特〈西拉·沃德〉）※Netflix版。
- 2046（蘇麗珍〈鞏俐〉）
- 鬼膽神偷（英语：After the Sunset）（洛拉·西里羅〈莎瑪·希恩〉）※東京電視台版。
- 衝出逆境（英语：Antwone Fisher (film)）（貝爾塔·達文波特〈莎莉·理查德森〉）
- 亞森·羅蘋（英语：Arsène Lupin (2004 film)）（公爵夫人〈法蘭絲瓦·勒平（英语：Françoise Lépine）〉）
- 美麗腥世界（英语：Beautiful People (film)）
- 制裁者（英语：Belly of the Beast）（Lulu〈盧淑儀〉）
- 下海（英语：Bitter Flowers (2007 film)）（Vibeke〈Trine Wiggen〉）
- 刀鋒戰士（Karen〈N'Bushe Wright〉）※東京電視台版。
- 刀鋒戰士3（Danica Talos〈帕克·波西〉）※VHS、DVD版。
- 蝴蝶效應3：啟示（英语：The Butterfly Effect 3: Revelations）（家主）
- 嘉麗妹妹（英语：Carrie (1952 film)）（Carrie Meeber〈珍妮花·鍾絲〉）[注 2]
- 玩命手機（Jessica Kate Martin〈金·貝辛格〉）※朝日電視台版。
- 第一千金歐遊記（英语：Chasing Liberty）（Cynthia Morales〈Annabella Sciorra〉）
- 沉睡危情（英语：Chasing Sleep）（Susie〈Molly Price〉）
- 雙雄反恐（貝琪）
- 衝擊效應（凱倫〈諾娜·蓋伊〉）
- 魔鬼銀爪（英语：Cronos (film)）（梅賽德斯〈瑪格麗塔·伊莎貝爾（英语：Margarita Isabel）〉）
- 黑暗騎士：黎明昇起（塔莉婭·阿勒古爾〈瑪莉安·歌迪雅〉）
- Dawg（英语：Dawg (film)）（安娜〈伊莉莎白·赫莉〉）
- 血世紀（奧黛麗·班尼特〈克勞迪婭·卡梵（英语：Claudia Karvan）〉）
- 特區9/11（英语：DC 9/11: Time of Crisis）（康多莉扎·賴斯〈佩尼·約翰遜·傑拉德（英语：Penny Johnson Jerald）〉）
- 誘惑2（英语：Decoys 2: Alien Seduction）（阿拉娜·蓋斯納〈迪娜·邁耶〉）※影碟出租專用版。
- 怒犯天條（Bethany Sloane〈Linda Fiorentino〉）
- 新特警判官（Ma-Ma〈琳娜·海蒂〉）
- 殘骸密碼（英语：Empire of the Wolves）（Mathilde Urano〈蘿拉·莫藍特〉）
- 巔峰殺戮（英语：Extreme Ops）（克洛伊〈布莉姬·威爾森（英语：Bridgette Wilson）〉）※東京電視台版。
- 老師不是人（Elizabeth Burke〈芳姬·詹森〉）※富士電視台版。
- 情迷出租男（英语：Fading Gigolo）（Dr. Parker〈莎朗·史東〉）
- 驚奇4超人 ※影碟版。
- 重罪秘辛（英语：Felon (film)）（Maggie〈Anne Archer〉）
- 防火牆（Beth Stanfield〈維吉妮婭·馬德森〉）※朝日電視台版。
- 落日孤影（英语：Forsaken (2015 film)）（Mary Alice Watson〈黛米·摩爾〉）
- 友情大作戰（英语：Frenemies (film)）
- 正面全裸（英语：Full Frontal (film)）（Lee〈Catherine Keener〉）
- 金玉良言（英语：Good Advice）（Page Hensen〈Angie Harmon〉）
- 消失的愛人（Sharon Schieber〈Sela Ward〉）
- 人魔（Allegra Pazzi〈Francesca Neri〉）※朝日電視台版。
- 我的寶貝會亂說話（德语：Harte Jungs）
- Heart (1999年電影)（Nicola Farmer〈Anna Chancellor〉）
- 浩劫蟲生（英语：High Plains Invaders）（Abigail Pixley〈Cindy Sampson〉）
- 浮世男女（英语：Hurlyburly (film)）（Darlene〈羅蘋·萊特〉）
- 神祕代號伊卡羅斯（英语：Icarus (film)）（喬伊〈史蒂芬妮·范菲〉）
- 全面啟動（Mal Cobb〈Marion Cotillard〉）※劇院公映版。
- 尼羅河寶石 ※朝日電視台版。
- 凸搥特派員
- 茱莉亞（英语：Julia (1977 film)）（Lisa〈Francesca d'Aloja〉）
- 相信愛情（英语：Keeping the Faith）（Anna Reilly〈Jenna Elfman〉）
- 索命色計（英语：Killing Me Softly (film)）（Deborah Tallis〈Natascha McElhone〉）
- 傑克與大象（英语：Larger than Life (film)）（受理人員）
- 迷失太空（記者2〈Angela Cartwright〉）※影碟版。
- 麥坎納淘金記（英语：Mackenna's Gold）（Inga Bergemann〈Camilla Sparv〉）
- 黑魔女2（Ingrith王妃〈蜜雪兒·菲佛〉[10]）
- 猛鬼工廠（英语：The Mangler (film)）
- 風情媽咪俏女兒（英语：Mermaids (1990 film)） ※東京電視台版。
- 那夜凌晨，我坐上了旺角開往大埔的紅VAN（穆秀英〈惠英紅〉）
- 超級轟天雷（英语：Money Talks (1997 film)）（Grace Cipriani〈Heather Locklear〉）
- 銀線風暴（英语：Money Train）（Grace Cipriani〈Heather Locklear〉）※富士電視台版。
- 史密斯任務（Mr. Smith's Boss〈安琪拉·貝瑟〉）※影碟版。
- 褓姆日記（Alexandra X太太〈羅娜·蓮妮〉）
- 無名死嬰（英语：The Nameless (film)）（Claudia〈Emma Vilarasau〉）
- 尼祿皇帝（英语：Nero (2004 film)）（Poppaea Sabina〈Elisa Tovati〉）
- 夜巡林布蘭（英语：Nightwatching）（Geertje Dircx〈Jodhi May〉）
- 奪命747（日语：エアポート2001）（Maggie〈Laurie Foell〉）
- 隨身變（英语：The Nutty Professor (1996 film)） ※日本電視台版。
- 歐吉桑卡好（Amanda〈洛莉·路格林〉）
- 戰略高手（英语：Out of Sight）（Adele Delisi〈Catherine Keener〉）※日本電視台版。
- 星際傳奇（Sharon 'Shazza' Montgomery〈Claudia Black〉）※BD版。
- 機器戰警2（英语：RoboCop 2）（Cacey Wong、Delaney律師）※Culture Convenience發行DVD版（現已廢盤）。
- 天才一族（Margot Helen Tenenbaum〈格溫妮絲·帕特羅〉）
- 野蠻告白（英语：Savages (2012 film)）（Elena Sánchez〈Salma Hayek〉）
- 魔蝎大帝 ※日本電視台版。
- 雙面女郎（英语：Single White Female） ※影碟版。
- 藍色小精靈 (2011年電影)（傲迪兒·阿格拉瑪〈索菲婭·維加拉〉）※劇院公映版。
- 藍色小精靈2（傲迪兒·阿格拉瑪〈索菲婭·維加拉〉）※劇院公映版。
- 公主與狩獵者[11]
- 魔法師的學徒（薇若妮卡·高羅瓦森〈蒙妮卡·貝露琪〉）
- 007：惡魔四伏（Lucia Sciarra〈Monica Bellucci〉）
- 星河戰隊 ※富士電視台版。
- 警網雙雄（英语：Starsky & Hutch (film)）（Heather〈Brande Roderick〉）
- 小偷（英语：The Thief (1997 film)）
- 暗夜殺人魔（英语：Toolbox Murders）（Saffron Kirby〈Sara Downing〉）
- 異形風暴 (2012年電影)
- 呼救無門（英语：Trapped Ashes）（Julia〈Lara Harris 飾演〉）
- 楚門的世界（Lauren Garland／Sylvia〈Natascha McElhone 〉）※富士電視台版。
- 颱風（英语：Typhoon (2005 film)）（邱明珠〈李美妍〉）
- 我要飛上天（英语：View from the Top）（Paige〈Nadia Dajani〉）
- 極速追殺令（Sofia〈卡洛·波桂〉）※DVD版。
- 韋斯特布裏克謀殺案（日语：ガン&スピリット）（Rebecca Sommerson〈Merete Van Kamp〉）
- 盜墓者（英语：When Good Ghouls Go Bad）（Taylor Morgan護士〈Imelda Corcoran〉）

#### 電視影集
- 24 (第5季)
- 毋庸置疑（英语：Above Suspicion (TV series)）（Dominique）
- 珍·瑪波：加勒比海疑雲（Evelynn Hillingdon）
- 大偵探波洛 (第10季)（蘇珊娜）
- The Agency（英语：The Agency (2001 TV series)）（Terri Lowell〈Paige Turco〉）
- 眼鏡蛇11：警報（英语：Alarm für Cobra 11 – Die Autobahnpolizei）（Susanna von Landitz〈Julia Stinshoff〉）※日活版。
- 吹牛伯爵歷險記（凱薩琳II世〈卡嘉·瑞曼〉）
- 飛越比佛利（Samantha Sanders）
- 諜海黑名單 (第4季)（Emma Knightly〈Anastasia Griffith〉）
- 尋骨線索（Valerie Daniels、Clair）
- 雙城追兇（英语：The Bridge (2011 TV series)）（Charlotte Millwright〈Annabeth Gish〉）
- 火線重案組警告（瑞秋）
- 聖城風雲（伊格賴因〈克萊兒·馥蘭妮〉）
- 犯罪心理（第3季：珍·霍華德、第4季：哈定、第5季：塔瑪拉、第7季：葛頓·拉米瑞茲〈吉安卡洛·伊坡托〉）
- 犯罪心理：嫌犯動機（Allison Gilroy、Karen Martin〈Torri Higginson 飾演〉）
- CSI犯罪現場 (第15季／The Final)（Heather Lanning〈Lauren Stamile〉）
- CSI犯罪現場：邁阿密（Rebecca Nevins〈張韻明〉）
- CSI犯罪現場：紐約 (第7季)（Peyton Driscoll〈Claire Forlani〉）
- 黑暗騎士 (2000年電視影集)（英语：Dark Knight (TV series)）（Rebecca）
- 急診室的春天（第12季：塔瑪拉〈羅謝爾·艾兹〉、第15季：希拉）
- Fantasy Quest（Rebecca）
- 法網雄風 (第2季)（英语：The Guardian (TV series)）
- 倚天屠龍記（滅絕師太〈王菁華〉）
- 逍遙法外（安娜麗絲·基廷（英语：Annalise Keating）〈維奧拉·戴維斯〉）
- 替身標靶（Jessica Capshaw〈穆恩·布拉得古德〉）
- 拉字至上（Jodi Lerner〈瑪麗·麥特琳〉）
- 最後的大亨 (2016年電視影集)（Rose Brady〈Rosemarie DeWitt〉）
- 法網遊龍：犯案動機（英语：Law & Order: Criminal Intent）（Karen）
- 謊言終結者 (第2季)（Helen）
- 體操公主（英语：Make It or Break It）（MJ Martin）
- 心計（Gisele Dublin）
- 神探阿蒙 (第7季)（Gwen David）
- 重返犯罪現場（Alexandra "Alex" Quinn〈珍妮弗·艾斯波西多〉）
- 重返犯罪現場：紐奧良 (第2季)（Paulina）
- 護士當家（Eleanor O'Hara〈Eve Best〉）
- 玩酷世代
- 宮（皇后〈閔氏〉〈尹宥善〉）
- 重返家鄉（英语：Providence (TV series)）（Helen Reynolds〈Leslie Silva〉）
- 點到即止（Laila Robinson）
- 火線救援（英语：Rescue Me (U.S. TV series)）（Janet Gavin〈Andrea Roth〉）
- 逆轉女王（黃妍熙〈韓有美〉）
- 替身姐妹
- 火拼時速 (2016年電視影集)（Lindsay Cole〈Wendie Malick〉）
- 飆風不歸路（伽瑪·泰勒·莫羅（英语：Gemma Teller Morrow）〈凱蒂·薩加爾〉）
- 浴血戰士：血與沙（蘇拉〈艾琳·康明斯（英语：Erin Cummings）〉）
- 星艦奇航記：重返地球（貝拉娜·朵芮絲〈羅克珊·道森（英语：Roxann Dawson）〉）
- 勇者逆襲（Eleanor Grant〈Amanda Mealing〉）
- 超自然檔案 (第4季)（Pamela Barnes〈Traci Dinwiddie〉）
- 記憶神探（Sharon Vega）
- 終結者外傳：莎拉·康納戰紀（莎拉·康納（英语：Sarah Connor (Terminator)）〈琳娜·海蒂〉）
- 私人偵探暗夜灰狼（英语：Varg Veum）（Vibeke Farang）
- 吸血鬼日記（Kelly Donovan〈Melinda Clarke〉）
- Wilde Engel（德语：Wilde Engel）（Franziska Borgardt〈Susann Uplegger〉）
- 失蹤現場（Journey、第3季：Meredith、第5季：Cynthia Neuwirth、第6季：Lindsay Bynum）

#### 動畫
2002年
- 正義聯盟（鷹女）

2003年
- 辛普森一家（薩拉·斯洛恩）

2007年
- 替身計畫（特務K〈凱絲·蘇西（英语：Kath Soucie）〉）

2009年
- 星際大戰：複製人之戰 (2008年動畫)（娜拉·塞〈楊時賢〉）

### 廣告旁白
- Lux Super Rich
- LUX Super Rich Shine（Winter篇）
- Staff Service（日语：スタッフサービス）
- Clorets（页面存档备份，存于）XP
- GOON
- 雀巢咖啡 Exela
- SONY α100
  - 『α誕生篇』（2006年6月19日－）
  - 『Hand Frame篇』（2006年9月22日－）
- Biore（日语：ビオレ）
- 樂敦製藥 和漢籤
- SCIENCE DIET（页面存档备份，存于）
- 住友生命
- Eclat（页面存档备份，存于）
- 懸賞
- AC JAPAN（日语：ACジャパン） 「越過國境的醫生」 女性醫生的日語配音（2010年7月1日－）
- 東芝　「dynabook」 dyna篇
- NTT DOCOMO、SHARP　「docomo LTE Xi AQUOS PHONE ZETA SH-06E」
- PHILIPS 「Sonicare Diamond Clean」
- 樂敦製藥 「樂敦敏制約眼藥水」 花粉症來襲，在這之前…篇

### 特攝影集
- 幻星神（佐菈博士的聲音）

### 其它
- Yahoo！Book Premium Stories「Keep」（朗讀）
- 鍵盤詩集 ～Prelude（CD：trk.3「鳩」朗讀）
- （NHK BS Premium，旁白）
- petit milady 1st Live 士☆的公演活動（尾聲）露面演出
- 新說·桃太郎英雄譚（乙姬）

## 腳註

## 外部連結
- 五十嵐麗｜Rush Style（页面存档备份，存于） （日語）